# Peri Çayı
Der Peri Çayı (auch Peri Suyu oder Piri Suyu) ist ein Fluss in Ostanatolien im Einzugsgebiet des Euphrat.
Der Peri Çayı entspringt 10 km östlich von Çat im Südwesten der Provinz Erzurum an der Nordflanke des Paşapınar Dağı. Er fließt an den Ortschaften Dalsöğüt, Geçitli, Dörtyol und Suçatı vorbei in südlicher Richtung in die Provinz Bingöl. Dort wendet er sich nach Westen. Er passiert die Kreisstadt Yedisu. Der Peri Çayı vollführt einen Bogen nach Süden und später nach Südwesten. Die Kreisstadt Kiğı liegt westlich des Flusslaufs. Der Fluss wird nun an mehreren Stellen von Staudämmen aufgestaut. In Fließrichtung sind dies: die Kiğı-Talsperre, die Özlüce-Talsperre, die Seyrantepe-Talsperre und die Tatar-Talsperre. Im Unterlauf bildet der Peri Çayı die Grenze zwischen den Provinzen Elazığ und Bingöl, sowie weiter flussabwärts zwischen Elazığ und Tunceli. Schließlich erreicht der Fluss den Stausee der Keban-Talsperre. Die Länge des Peri Çayı wird mit 230 km angegeben.